# ギリシャの文化

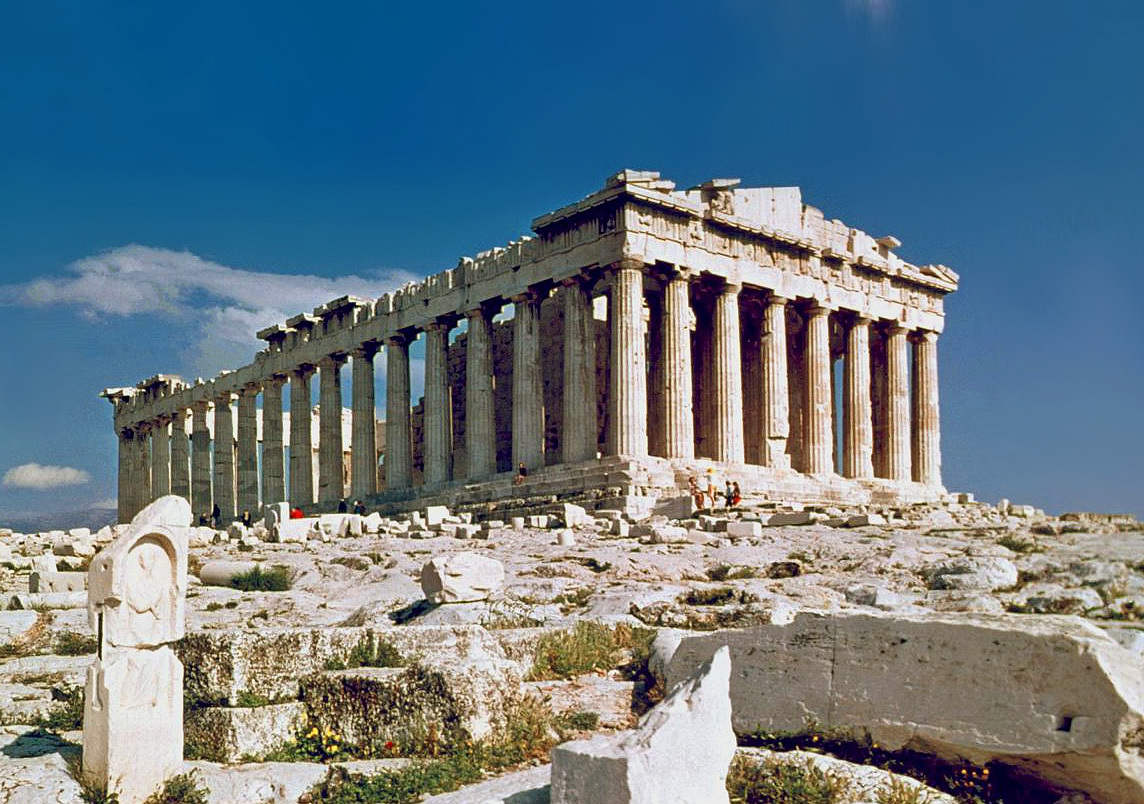
パルテノン神殿は、古代ギリシャやアテナイ民主政の象徴であり、地球で最も重要な文化遺産の1つとされている。

ギリシャの文化（ギリシア語: Ελληνικός Πολιτισμός、英語: Culture of Greece）は、何千年にもわたって進化し続けてきた文化であり、ミノア文明やミケーネ文明を起源とし、古代ギリシャ時代にその頂点を迎え、ローマ帝国やビザンティン帝国の基盤を形成していた。
民主主義・民主制の概念は、ギリシャという国に起源を持っている。古代ギリシャ人は「公民による統治」や「陪審制」、「公正な法の下での平等」といった理念を重視していた。また、ギリシャは生物学、幾何学、歴史学、哲学、物理学といった分野で、西洋の価値観や思考に多大な貢献を果たした先駆者でもある。さらに、叙事詩や抒情詩、史詩、悲劇、喜劇といった重要な文学形式を欧州に広めたのも古代ギリシャ人の功績であった。こうした秩序や調和の追求の中で、ギリシャは西洋美術へ強い影響を与え続けている。
現代のギリシャ共和国における文化は、フランク王国やオスマン帝国、ヴェネツィア共和国、バイエルン王国、デンマーク王国など、ほかの欧州諸国の影響が加わり、それらの痕跡が今も残されている。